# Résolution 129 du Conseil de sécurité des Nations unies
Membres permanents
- Chine (Taïwan)
- États-Unis
- France
- Royaume-Uni
- URSS

Membres non permanents
- Canada
- Colombie
- Iraq
- Japon
- Panama
- Suède

Résolution no 128 Résolution no 130
La résolution 129 du Conseil de sécurité des Nations unies est une résolution du Conseil de sécurité des Nations unies adoptée le 7 août 1958.
Cette résolution, la troisième de l'année 1958, relative à  plainte du Liban, Plainte de la Jordanie, ayant examiné les points 2 et 3 de son ordre du jour et ayant constaté le manque d'unanimité des membres permanents du Conseil de sécurité, décide qu'une assemblée générale d'urgence de l"assemblée générale sera convoquée.

La résolution a été adoptée à l'unanimité.

## Texte
- Résolution 129 sur fr.wikisource.org
- Résolution 129 sur en.wikisource.org